# 3-Monooksygenaza kinureninowa
3-Monooksygenaza kinureninowa – enzym z grupy oksydoreduktaz. Włącza on atom tlenu do cząsteczki L-kinureniny, używając także NADPH.
Produktem jest 3-L-hydroksykinurenina. Reakcja ta należy do katabolizmu tryptofanu, jednego z aminokwasów egzogennych.
Inna nazwa tego enzymu to hydroksylaza kinureninowa.